# Christian Baader
Christian Baader (* 25. Dezember 1977 in Kaufbeuren) ist ein deutscher Eishockeytorwart. In der DEL stand er für die Kaufbeurer Adler, die Adler Mannheim, die DEG Metro Stars und die Kassel Huskies auf dem Eis.

## Spielerkarriere
Der 1,80 m große Torwart begann seine Karriere bei den Kaufbeurer Adlern in der DEL-Saison 1995/96, in der er insgesamt zwei Mal das Tor hütete. Nach verschiedenen Engagements bei zweit- und drittklassigen Vereinen kehrte Baader 2002 in die höchste deutsche Profiliga zurück, für die Adler Mannheim und die DEG Metro Stars absolvierte er insgesamt elf Saisonspiele. 2002 wechselte er zum EV Duisburg in die 2. Bundesliga, in der Saison 2004/05 stand er nochmal in 20 DEL-Spielen für die Kassel Huskies zwischen den Pfosten, bevor er zum ESV Kaufbeuren zurückkehrte und 2007 sportlich in die Eishockey-Oberliga abstieg. Daraufhin beendete er seine Profikarriere.

## Karrierestatistik
| Team                    | Liga                      | Spielzeiten | Sp | T | A | Pkt | SM |
| ----------------------- | ------------------------- | ----------- | -- | - | - | --- | -- |
| Kaufbeurer Adler        | DEL                       | 1995–1998   | 4  | 0 | 0 | 0   | 0  |
| EC Ulm/Neu-Ulm          | 2. Liga Süd               | 1997/98     | 3  | 0 | 0 | 0   | 0  |
| SC Bietigheim-Bissingen | 1. Liga Süd 2. Bundesliga | 1998–2000   | 17 | 0 | 0 | 0   | 0  |
| TSV Peißenberg          | Eishockey-Regionalliga    | 2000/01     | 41 | 0 | 0 | 0   | 16 |
| REV Bremerhaven         | 2. Bundesliga             | 2001/02     | 7  | 0 | 0 | 0   | 0  |
| DEG Metro Stars         | DEL                       | 2002/03     | 6  | 0 | 0 | 0   | 0  |
| Adler Mannheim          | DEL                       | 2002/03     | 5  | 0 | 0 | 0   | 0  |
| EV Duisburg             | 2. Bundesliga             | 2002–2004   | 38 | 0 | 2 | 2   | 18 |
| Kassel Huskies          | DEL                       | 2004/05     | 20 | 0 | 0 | 0   | 0  |
| SC Riessersee           | Oberliga                  | 2004/05     | 5  | 0 | 0 | 0   | 0  |
| ESV Kaufbeuren          | 2. Bundesliga             | 2004–2007   | 64 | 0 | 2 | 2   | 2  |
| ESV Kaufbeuren          | Oberliga                  | 2007/2008   | 21 | 0 | 1 | 1   | 18 |

(Legende zur Spielerstatistik: Sp oder GP = absolvierte Spiele; T oder G = erzielte Tore; V oder A = erzielte Assists; Pkt oder Pts = erzielte Scorerpunkte; SM oder PIM = erhaltene Strafminuten; +/− = Plus/Minus-Bilanz; PP = erzielte Überzahltore; SH = erzielte Unterzahltore; GW = erzielte Siegtore; 1 Play-downs/Relegation; Kursiv: Statistik nicht vollständig)